# Andrej Nikolow

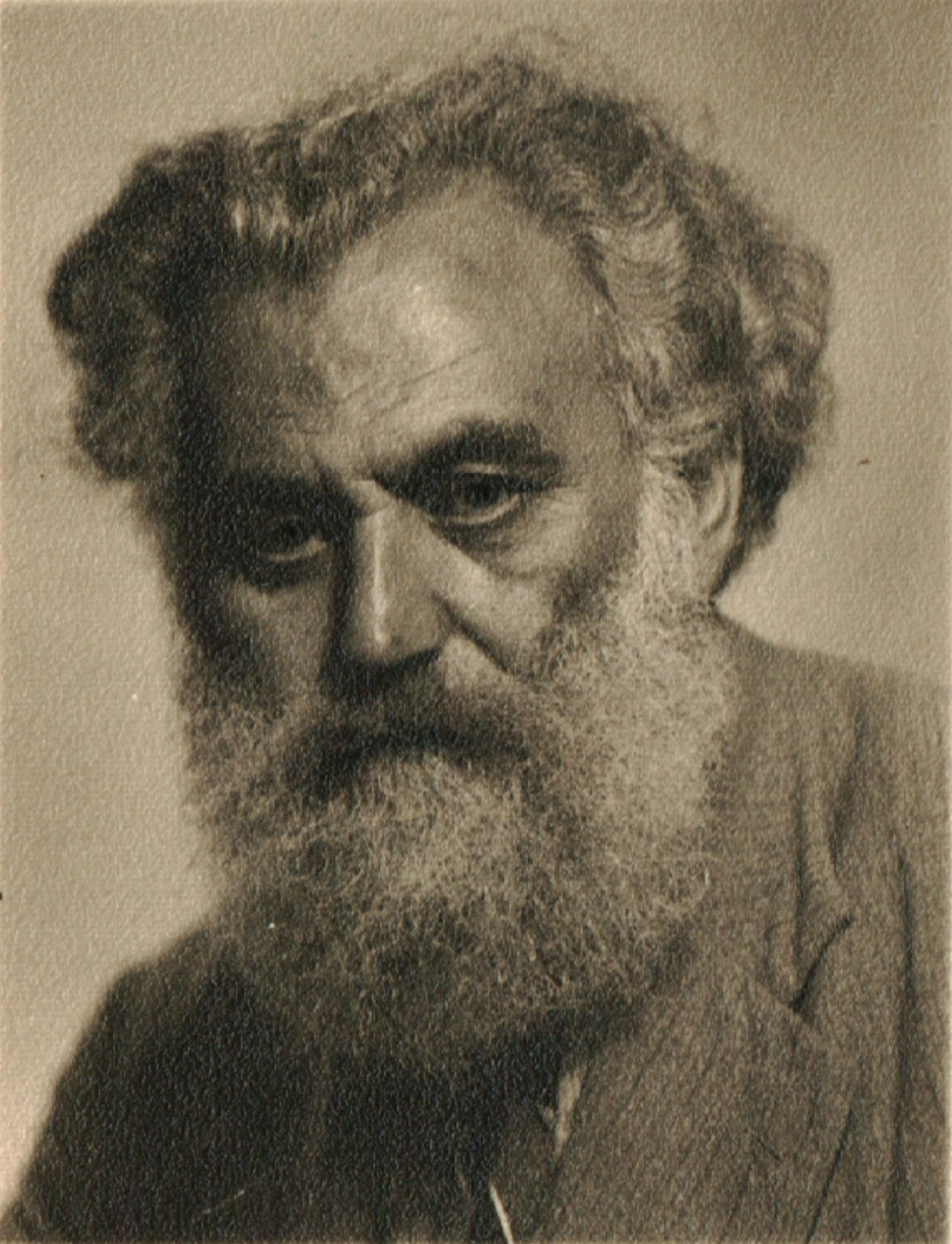
Andrej Nikolow

Andrej Nikolow, eigentlich Andrej Nikolow Starosselski (bulgarisch Андрей Николов Староселски, * 29. April 1878 in Wraza; † 17. Dezember 1959 in Sofia) war ein bulgarischer Bildhauer.

## Leben
Nikolow studierte von 1903 bis 1907 an der Akademie der Künste in Paris. Ab 1910 war er als Professor an der Kunstakademie in Sofia tätig. Von 1914 bis 1927 lebte er in Rom.
Bei vielen von ihm aus Marmor geschaffenen Skulpturen widmete er sich dem Thema Mutterschaft. Darüber hinaus schuf er monumentale Werke und Büsten bekannter Persönlichkeiten. Nikolow wurde mit dem Dimitroffpreis ausgezeichnet.

## Werke (Auswahl)
- Fani, 1906
- Schlafendes Kind, 1916
- Mutter, 1924
- Mutterkuss, 1926
- Der sowjetische Soldat auf Wacht für den Frieden, 1950
- Mutter, 1950